# Districtul Tha Song Yang
Tha Song Yang (în thailandeză ท่าสองยาง) este un district (Amphoe) din provincia Tak, Thailanda, cu o populație de 61.161 de locuitori și o suprafață de 1.920,38 km².

## Componență
Districtul este subdivizat în 6 subdistricte (tambon), care sunt subdivizate în 56 de sate (muban).
| Nr. | Nume          | În thailandeză | Sate | Locuitori |  |
| --- | ------------- | -------------- | ---- | --------- |  |
| 1.  | Tha Song Yang | ท่าสองยาง       | 9    | 9,075     |  |
| 2.  | Mae Tan       | แม่ต้าน          | 10   | 10,159    |  |
| 3.  | Mae Song      | แม่สอง          | 16   | 13,835    |  |
| 4.  | Mae La        | แม่หละ          | 12   | 8,207     |  |
| 5.  | Mae Wa Luang  | แม่วะหลวง       | 9    | 6,643     |  |
| 6.  | Mae U-su      | แม่อุสุ           | 10   | 13,242    |  |